# Jean Hurault de Boistaillé

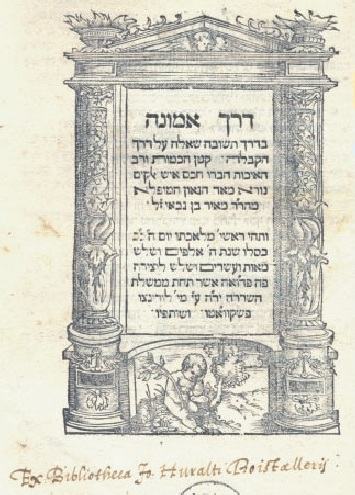
Hebrajski rękopis Derek Emunah z podpisem Huraulta jako właściciela

Jean Hurault de Boistaillé (1517–1572) – francuski arystokrata, w 1558 emisariusz Henryka II, ambasador Francji w Konstantynopolu i Wenecji. Do Konstantynopola został wysłany podczas wojny francusko-hiszpańskiej. W Wenecji był ambasadorem od maja 1561 do marca 1564. Był bibliofilem. Zmarł w Anglii podczas misji dyplomatycznej.

## Bibliofil
Hurault był kolekcjonerem rękopisów oraz inkunabułów, gromadził głównie rękopisy greckie, ale również arabskie i hebrajskie. Pierwszą znaczącą partię rękopisów nabył podczas swego pobytu w Konstantynopolu. Później w Wenecji nabył ponad sto greckich rękopisów od zamieszkujących tam Greków.
Hurault miał do swej dyspozycji kilku agentów, jak np. Zacharias Scordylis z Krety, którzy zajmowali się poszukiwaniem i nabywaniem rękopisów. Część rękopisów nabyta została od handlarzy rękopisów, takich jak Andreas Dramarius oraz Nicolas della Torre. Niektóre zostały nabyte z prywatnych kolekcji. W jego zbiorach wyróżniał się XIII-wieczny rękopis Koranu, grecki Horologion Melkita, pierwsza wydrukowana w języku arabskim książka, hebrajski rękopis Pentateuchu z roku 1330 oraz rękopis Jerozolimskiego Talmudu. Liczba greckich rękopisów wynosi 245.
Dziełem gromadzenia rękopisów zajmował się również inny członek rodziny Hurault – Filip I Hurault de Cheverny, kanclerz Francji oraz jego syn Filip II de Cheverny, biskup Chartres. W 1622 roku około 409 rękopisów – dzieło pracy trzech kolekcjonerów – zostało nabytych dla Biblioteki Królewskiej w Paryżu.
Część zgromadzonych przez Huraulta rękopisów znajduje się dziś w Lejdzie, jeden rękopis przechowywany jest w Bernie (Burgerbibliothek Bern, ms. 360).